# Пскемський хребет
Пске́мський хребет (узб. Piskom tizmasi, кирг. Пскем кирка Тоос) - гірський хребет в Західному Тянь-Шані на території Узбекистану (Ташкентський вiлоят)  та Киргизстану, відрог Таласького Ала-Тоо. Складний вапняками, сланцями та гранітами. Протягнутий із північного сходу на південний захід, має довжину близько 160 км, найбільша висота - 4299 метрів (гора Бештор), середня висота - 3200 метрів.

## Опис
На схилах хребта ростуть хвойно-широколистяні ліси, є арчові рідколісся і альпійські луки. Уздовж річки Пскем є зарості тополь і чагарники.
Обмежує з південного сходу долину річки Пскем і є вододілом річки Пскем з одного боку і рік Коксу, Сандалаш і Чаткал - з іншого. Висота знижується на південний захід. Основні вершини Бештор – 4299 м (вища точка хребта), Актюяульген – 4224 м, Тавалган – 3888 м, Піазак – 3718 м.

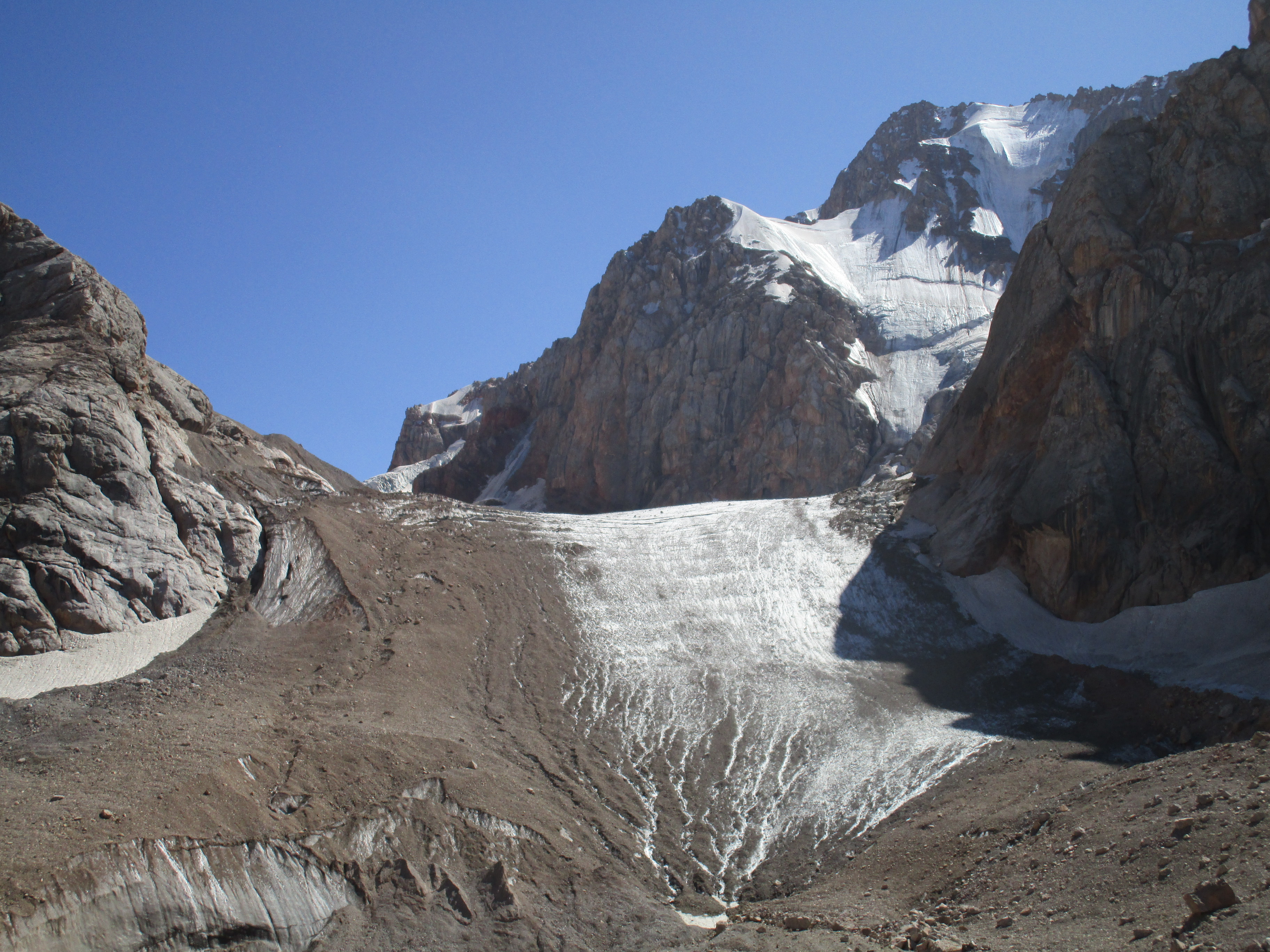
Льодовик у руслі Терметаш-сая, на відрозі гори Бештор
У верхів'ях річок, у гірських долинах Пскемського хребта є льодовики.